# Un gigolo de doi bani
Un gigolo de doi bani (în engleză Deuce Bigalow: Male Gigolo) este un film american de comedie regizat de Mike Mitchell cu Rob Schneider și William Forsythe în rolurile principale. Filmul a avut premiera la 10 decembrie 1999. A fost produsă și o continuare, Un gigolo de doi bani: Aventuri în Europa (Deuce Bigalow: European Gigolo) în 2005.

## Prezentare
Cu toate că este îngrijitor de acvarii, Deuce Bigalow are planuri mari. El visează să se mute pe plajă și să scape de cartierul mărginaș în care locuiește. După ce rămâne șomer, este angajat temporar ca să curețe un heleșteu de lângă câteva apartamente de lux din Malibu, California.

## Distribuție
- Rob Schneider - Deuce Bigalow.
- William Forsythe - detectiv Charles "Chuck" Fowler.
- Eddie Griffin - Tiberius Jefferson "T.J." Hicks
- Arija Bareikis - Kate.
- Oded Fehr - Antoine Laconte.
- Gail O'Grady - Claire.
- Richard Riehle - Robert "Bob" Bigalow.
- Jacqueline Obradors - Elaine Fowler.
- Amy Poehler - Ruth.
- Torsten Voges - Tina.
- Bree Turner - Allison.
- Andrew Shaifer - Neil.
- Allen Covert - Vic.